# یارم
captionیارمlatitudeیارمlongitudeیارم
یارم (به انگلیسی: Yarm) یک شهرک در بریتانیا است که در انگلستان واقع شده‌است.

## نگارخانه

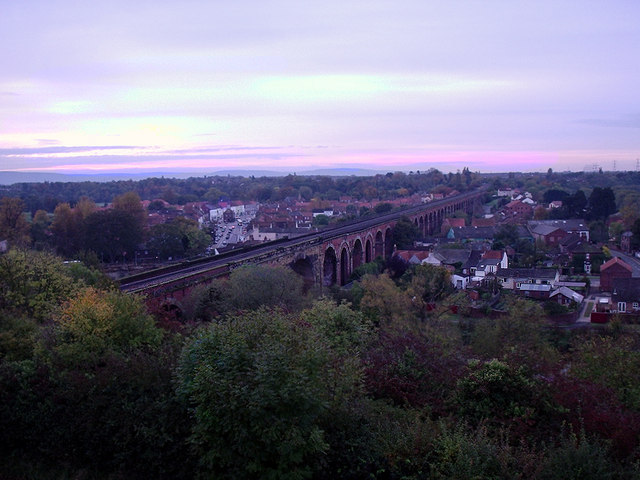

## خصوصیات
یارم ۸٬۶۷۹ نفر جمعیت دارد.